# Championnat du Ghana de football
Le championnat du Ghana de football est créé officiellement en 1958 après l'indépendance du pays le 6 mars 1957. La saison s'étend de juillet à avril et la compétition regroupe seize clubs. Le club le plus titré est Asante Kotoko avec 26 victoires.

## Histoire
Un premier championnat local, dénommé Accra League, est organisé pendant la période coloniale pour la première fois en 1920. La compétition est disputée douze fois jusqu'en 1953. Le principal club est alors Hearts of Oak, qui remporte l'Accra League à six reprises en 1925, 1927, 1929, 1933, 1935 et 1953.
Une première tentative d'organiser un championnat national a lieu en 1956, un an avant l'indépendance du Ghana. Parmi les quatorze clubs invités à y participer, quatre sont basés à Accra, deux à Cape Coast, deux à Sékondi, et six à l'intérieur des terres à Obuasi et Kumasi. La compétition est boycottée par les quatre clubs de Kumasi Asante Kotoko, Cornerstones, Dynamos et Evergreens. Ceux-ci sont alors suspendus par la fédération ghanéenne, la Ghana Amateur Football Association. D'autres clubs se retirent au cours du championnat de sorte que la compétition se termine avec seulement deux clubs classés : Hearts of Oak d'Accra remporte la médaille d'or et Eleven Wise de Sekondi la médaille d'argent.
Le premier championnat officiel se déroule en 1958 dans l'état indépendant du Ghana. Il regroupe huit clubs. Hearts of Oak est le premier champion national officiel.
En 1966 le championnat débute en mars, soit juste après le coup d'état du 24 février. En cours de compétition plusieurs clubs sont dissous, tandis que l'équipe de l'armée, Defence Stars, perd certains joueurs. Le championnat est alors interrompu en décembre. Pendant la saison 1967-1968, la fédération organise finalement une compétition à élimination directe pour désigner le champion 1966. C'est le club de Mysterious Dwarfs qui, deux ans plus tard, remporte le titre de 1966.
En 2006, un accord de parrainage est conclu avec la compagnie nationale de Télécoms, One Touch de ce fait le championnat porte le nom officiel de One Touch Premier League. Les quatre premiers du classement final se partagent la somme de 200 millions de Cedis.
Depuis 2015 et un nouveau changement dans l'organisation du calendrier, la saison de championnat débute en janvier-février et s'achève en septembre-octobre.

## Palmarès
| Année     | Champion                       |
| --------- | ------------------------------ |
| 1958      | Hearts of Oak (1)              |
| 1959      | Asante Kotoko (1)              |
| 1960      | Eleven Wise (1)                |
| 1961-1962 | Hearts of Oak (2)              |
| 1962-1963 | Real Republicans Accra (1)     |
| 1963-1964 | Asante Kotoko (2)              |
| 1964-1965 | Asante Kotoko (3)              |
| 1966      | Mysterious Dwarfs (1)          |
| 1967      | Asante Kotoko (4)              |
| 1968      | Asante Kotoko (5)              |
| 1969      | Asante Kotoko (6)              |
| 1970      | Great Olympics (1)             |
| 1971      | Hearts of Oak (3)              |
| 1972      | Asante Kotoko (7)              |
| 1973      | Hearts of Oak (4)              |
| 1974      | Great Olympics (2)             |
| 1975      | Asante Kotoko (8)              |
| 1976      | Hearts of Oak (5)              |
| 1977      | Sekondi Hasaacas (1)           |
| 1978      | Hearts of Oak (6)              |
| 1979      | Hearts of Oak (7)              |
| 1980      | Asante Kotoko (9)              |
| 1981      | Asante Kotoko (10)             |
| 1982      | Asante Kotoko (11)             |
| 1983      | Asante Kotoko (12)             |
| 1984      | Hearts of Oak (8)              |
| 1985      | Hearts of Oak (9)              |
| 1986      | Asante Kotoko (13)             |
| 1987      | Asante Kotoko (14)             |
| 1988-1989 | Asante Kotoko (15)             |
| 1989-1990 | Hearts of Oak (10)             |
| 1990-1991 | Asante Kotoko (16)             |
| 1991-1992 | Asante Kotoko (17)             |
| 1992-1993 | Asante Kotoko (18)             |
| 1993-1994 | Ashanti Gold SC (1)            |
| 1994-1995 | Ashanti Gold SC (2)            |
| 1995-1996 | Ashanti Gold SC (3)            |
| 1996-1997 | Hearts of Oak (11)             |
| 1997-1998 | Hearts of Oak (12)             |
| 1999      | Hearts of Oak (13)             |
| 2000      | Hearts of Oak (14)             |
| 2001      | Hearts of Oak (15)             |
| 2002      | Hearts of Oak (16)             |
| 2003      | Asante Kotoko (19)             |
| 2004      | Hearts of Oak (17)             |
| 2005      | Asante Kotoko (20)             |
| 2006-2007 | Hearts of Oak (18)             |
| 2007-2008 | Asante Kotoko (21)             |
| 2008-2009 | Hearts of Oak (19)             |
| 2009-2010 | Aduana Stars (1)               |
| 2010-2011 | Berekum Chelsea (1)            |
| 2011-2012 | Asante Kotoko (22)             |
| 2012-2013 | Asante Kotoko (23)             |
| 2013-2014 | Asante Kotoko (24)             |
| 2015      | Ashanti Gold SC (4)            |
| 2016      | Wa All Stars Football Club (1) |
| 2017      | Aduana Stars (2)               |
| 2018      | Championnat abandonné          |
| 2019      | Asante Kotoko (25)             |
| 2020      | Championnat annulé             |
| 2020-2021 | Hearts of Oak (20)             |
| 2021-2022 | Asante Kotoko (26)             |
| 2022-2023 | Medeama Sporting Club (1)      |
| 2023-2024 | Samartex (1)                   |
| 2024-2025 | Bibiani Gold Stars (1)         |

## Bilan
| Rang | Club                       | Titres |
| ---- | -------------------------- | --- |
| 1    | Asante Kotoko              | 26 (1959, 1963-64, 1964-65, 1967, 1968, 1969, 1972, 1975, 1980, 1981, 1982, 1983, 1986, 1987, 1989, 1990-91, 1991-92, 1992-93, 2003, 2005, 2007-08, 2011-12, 2012-13, 2013-14, 2019 et 2022) |
| 2    | Hearts of Oak              | 21 (1956, 1958, 1961-62, 1971, 1973, 1976, 1978, 1979, 1984, 1985, 1989-90, 1996-97, 1997-98, 1999, 2000, 2001, 2002, 2004, 2006-07, 2008-09, 2020-21)                                       |
| 3    | Ashanti Gold SC            | 4 (1993-94, 1994-95, 1995-96 et 2015) |
| 4    | Aduana Stars               | 2 (2009-10, 2017) |
| 4    | Great Olympics             | 2 (1970, 1974) |
| 5    | Eleven Wise                | 1 (1960) |
| 5    | Real Republicans Accra     | 1 (1962-63) |
| 5    | Ebusua Dwarfs              | 1 (1966) |
| 5    | Sekondi Hasaacas           | 1 (1976) |
| 5    | Berekum Chelsea            | 1 (2010-11) |
| 5    | Wa All Stars Football Club | 1 (2016) |
| 5    | Medeama Sporting Club      | 1 (2023) |
| 5    | Samartex                   | 1 (2024) |
| 5    | Bibiani Gold Stars         | 1 (2025) |